# Emmanuel Callender
Pour les articles homonymes, voir Callender et Callander.
Emmanuel Callender (parfois Callander), né le 10 mai 1984 à Port-d'Espagne, est un athlète de Trinité-et-Tobago, spécialiste du sprint, champion olympique du relais 4 x 100 m en 2008.

## Biographie
Le 22 août 2008, lors des Jeux olympiques de 2008 à Pékin, le relais 4 × 100 mètres trinidadien composé de Keston Bledman, Marc Burns, Emmanuel Callander et Richard Thompson se classe deuxième de la finale en 38 s 06, terminant à près d'une seconde de la Jamaïque, auteur d'un nouveau record du monde. Le Jamaïcain Nesta Carter est disqualifié pour dopage le 25 janvier 2017, faisant de l'équipe trinidadienne ainsi championne olympique.
En 2009, lors des Championnats du monde 2009 de Berlin, il termine 7e de son quart de finale du 100 m en 10 s 27 (+0,1 m/s) derrière entre autres Daniel Bailey, Usain Bolt, Monzavous Edwards et Churandy Martina et 8e et dernier en 20 s 70 de sa demi-finale du 200 m.

## Palmarès
| Date | Compétition                                      | Lieu        | Résultat | Épreuve   |
| ---- | ------------------------------------------------ | ----------- | -------- | --------- |
| 2008 | Jeux olympiques                                  | Pékin       | 1er      | 4 × 100 m |
| 2009 | Championnats d'Amérique centrale et des Caraïbes | La Havane   | 1er      | 100 m     |
| 2009 | Championnats d'Amérique centrale et des Caraïbes | La Havane   | 1er      | 4 × 100 m |
| 2009 | Championnats du monde                            | Berlin      | 2e       | 4 × 100 m |
| 2010 | Jeux d'Amérique centrale et des Caraïbes         | Mayagüez    | 1er      | 4 × 100 m |
| 2011 | Jeux panaméricains                               | Guadalajara | 3e       | 100 m     |
| 2012 | Jeux olympiques                                  | Londres     | 2e       | 4 × 100 m |
| 2015 | Jeux panaméricains                               | Toronto     | 3e       | 4 x 100 m |
| 2017 | Relais mondiaux de l'IAAF                        | Nassau      | 4e       | 4 x 400 m |
| 2017 | Relais mondiaux de l'IAAF                        | Nassau      | 7e       | 4 x 400 m |

## Records
| Épreuve | Performance | Lieu   | Date         |
| ------- | ----------- | ------ | ------------ |
| 100 m   | 10 s 05     | Zurich | 28 août 2009 |
| 200 m   | 20 s 40     | Belém  | 24 mai 2009  |